# Chiesa dei Santi Gaudenzio ed Eusebio
La chiesa di sant'Eusebio è la parrocchiale di Gambolò, in provincia di Pavia e diocesi di Vigevano; fa parte del vicariato di Garlasco.

## Storia
La primitiva chiesa di Gambolò, dedicata a Santa Maria, sorse in epoca paleocristiana; dopo di questa vennero costruite nel IV secolo la pieve di Sant'Eusebio e nel V secolo la chiesa battesimale di San Gaudenzio; nel 1295 si ha notizia di un prevosto presso tale chiesa, la quale venne menzionata nelle Rationes decimarum del 1322 come eclesia Sancti Gaudencii de Gambolato.
Il 4 marzo 1339 capitolo della chiesa inglobò il beneficio di San Nicolao; nel 1530 la chiesa entrò a far parte della neo-costituita diocesi di Vigevano, come stabilito nella bolla Pro excellenti praeminentia Sedis Apostolicae di papa Clemente VII.
Dalla relazione della visita pastorale del vescovo Giuseppe Maria Scarampi s'apprende che la parrocchia godeva d'un beneficio pari a mille lire e che la chiesa, nella quale avevano sede le compagnie del Santissimo Sacramento, del Rosario e del Suffragio, aveva come filiale l'oratorio di San Giovanni Battista in castello.
Nel 1817 Gambolò divenne sede di un vicariato e il 9 maggio 1833 le due parrocchie del paese furono unite in una sola avente come patroni San Gaudenzio e Sant'Eusebio.
Nel 1845 il vescovo Vincenzo Forzani, compiendo la sua visita pastorale, trovo che i fedeli ammontavano a circa 4400 e che la parrocchiale aveva alle sue dipendenze la comparrocchiale di Sant'Eusebio, e le chiesette di San Paolo, di San Rocco, della Purificazione della Beata Vergine Maria, dei Sette Dolori della Beata Vergine Maria, dell'Assunzione della Beata Vergine Maria in località Stradella (nel 1979/80 all'interno della chiesa , sul grande arco dell'abside , grazie all’ allora parroco don Paolo Nagari, il pittore Piero Maccaferri realizza un grande affresco raffigurante la beata Vergine Maria tra gli angeli)e di Sant'Antonio Abate nella cascina Portaluppa.
La prima pietra della nuova parrocchiale venne posta nel 1896; l'edificio fu portato a termine nel 1899. Il 6 gennaio 1971 la chiesa entrò a far parte della zona pastorale sud est per volere del vescovo Luigi Barbero, per poi essere aggregata il 1º gennaio 1972 al vicariato di Garlasco.
L'esterno della chiesa venne ristrutturato e consolidato tra il 2015 e il 2016.

## Descrizione

### Esterno
La facciata della chiesa è a salienti, si presenta in stile neogotico lombardo ed è scandita da lesene in mattoni, sopra le quali vi sono dei pinnacoli. Sono presenti due portali, con porte di fattura locale.
Sono inoltre visibili sette medaglioni con immagini di santi.I mosaici dei Santi furono eseguiti dal pittore Piero Maccaferri (1916/1992) 
Accanto alla chiesa si erge la torre campanaria a pianta quadrata. La cella campanaria si apre con quattro finestre a monofora  e la copertura è a guglia.

### Interno
L'interno dell'edificio si compone di tre navate, suddivise da colonne dipinte in modo da sembrare di marmo; la copertura è costituita dalla volta a botte in cui sono visibili motivi floreali.